# Attagenus steinbergi
Attagenus steinbergi is een keversoort uit de familie spektorren (Dermestidae). De wetenschappelijke naam van de soort werd in 1963 gepubliceerd door Zhantiev.